# Taula de Sant Domènec de Guzmán
La Taula de Sant Domènec de Guzmán és una peça de la col·lecció permanent del Museu Nacional d'Art de Catalunya. Procedeix de l'església de Sant Miquel de Tamarit de Llitera (província d'Osca). Es va adquirir el 1907. Conté dotze escenes de la vida del sant, sis a cada banda del compartiment central, on es representa sant Domènec dempeus, amb el llibre i una vara amb la flor de lis, que al·ludeixen a la seva castedat i al culte del sant a la Verge Immaculada, atribut que comparteix amb sant Francesc i amb sant Antoni de Pàdua. El gran nombre d'escenes representades en aquesta obra palesa l'important desenvolupament, en aquestes dates inicials del gòtic a la Corona d'Aragó, de la narrativa que singularitza diferents particularitats de les vides dels sants.